# Kaczy Winkiel

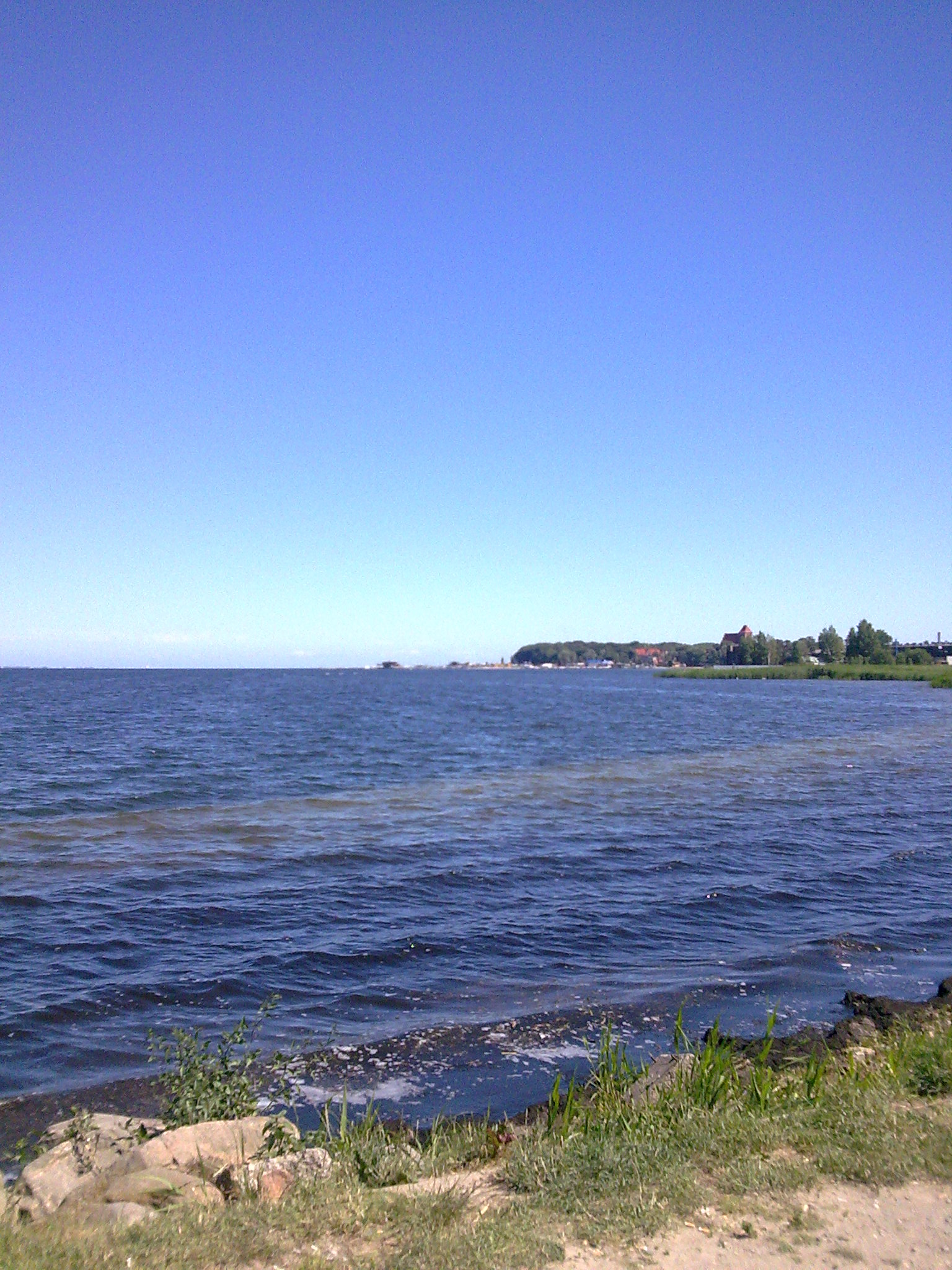
Widok na port w Pucku

Kaczy Winkiel – punkt widokowy dawniej przystań, nad zatoką Pucką w okolicach rzeki Płutnicy na trasie Puck-Władysławowo. Z Kaczego Winkla widać panoramę Pucka. Niedaleko obiektu znajduje się podwodne stanowisko archeologiczne gdzie odkryto pozostałości umocnień portowych oraz wraki kilku łodzi. Miejsce jest chętnie odwiedzane przez wędkarzy, rowerzystów oraz miłośników kitesurfingu. W 2018 roku przeprowadzono tutaj remont który obejmował min. wymianę stołów piknikowych, budowę toalety.